# Катус, Рышард
Рышард Катус (пол. Ryszard Katus; род. 29 марта 1947, Boska Wola, Мазовецкое воеводство) — польский легкоатлет, специалист по многоборьям. Выступал за сборную Польши по лёгкой атлетике в 1970-х годах, бронзовый призёр летних Олимпийских игр в Мюнхене, многократный победитель и призёр первенств национального значения.

## Биография
Рышард Катус родился 29 марта 1947 года в деревне Боска-Воля гмины Стромец Мазовецкого воеводства.
Занимался лёгкой атлетикой в Варшаве, проходил подготовку в столичном клубе «Гвардия Варшава».
В 1970-х годах входил в число сильнейших десятиборцев Польши, трижды становился чемпионом страны в этой дисциплине (1974, 1975, 1978), четырежды был вторым зачёте польского национального чемпионата (1969, 1973, 1976, 1979).
Впервые заявил о себе на международном уровне в сезоне 1971 года, когда вошёл в состав польской национальной сборной и выступил на чемпионате Европы в Хельсинки, где с результатом в 7351 (7417) очко занял в десятиборье 14-е место.
Благодаря череде удачных выступлений удостоился права защищать честь страны на летних Олимпийских играх 1972 года в Мюнхене — набрал 7984 очков в программе десятиборья и завоевал бронзовую олимпийскую медаль, уступив только советским легкоатлетам Николаю Авилову и Леониду Литвиненко. За это выдающееся достижение по итогам сезона был награждён золотым Крестом Заслуги.
После мюнхенской Олимпиады Катус остался в составе легкоатлетической команды Польши и продолжил принимать участие в крупнейших международных стартах. Так, в 1973 году на Кубке Европы по легкоатлетическим многоборьям в Бонне он стал шестым в личном зачёте и помог своим соотечественникам выиграть мужской командный зачёт. Также, будучи студентом, в этом сезоне представлял страну на Универсиаде в Москве, где показал четвёртый результат в десятиборье.
В 1974 году на чемпионате Европы в Риме с результатом в 7895 (7920) очков был в десятиборье пятым.
В 1975 году на домашнем Кубке Европы в Быдгоще взял бронзу и серебро в личном и командном зачётах соответственно.
Находясь в числе лидеров польской национальной сборной, благополучно прошёл отбор на Олимпийские игры 1976 года в Монреале — на сей раз набрал в сумме всех дисциплин десятиборья 7616 очков и расположился в итоговом протоколе соревнований на 12-й строке.
Впоследствии под именем Ричард Катус успешно выступал на мастерских соревнованиях в США.